# Heinz Bernhardt (Fußballspieler)
Heinz Bernhardt (* 20. Juni 1926) ist ein ehemaliger deutscher Fußballtorwart. Für EHW/Stahl Thale bestritt er 98, für Lok Stendal 13 Spiele in der DDR-Oberliga, der höchsten Spielklasse im DDR-Fußball. Mit Stahl Thale wurde er 1950 DDR-Pokalsieger und mit der DDR-B-Mannschaft bestritt er zwei Länderspiele.

## Sportliche Laufbahn
Bernhardt spielte bis 1949 bei der SG ECW Eilenburg, mit der er in diesem Jahr Pokalsieger in Sachsen-Anhalt wurde und im DDR-Pokal im Viertelfinale vertreten war. Zur Saison 1949/50 ging Bernhardt zur SG EHW Thale. Mit den Eisenhüttenwerkern wurde er 1950 Sachsen-Anhalt-Meister, und die sich in der folgenden Aufstiegsrunde für die DDR-Oberliga qualifizierten. Anschließend nahm Thale am DDR-Fußballpokal teil und erreichte das Endspiel. Mit Bernhardt im Tor gewann die SG EHW den Pokal durch einen 4:0-Sieg über die BSG KWU Erfurt. In ihre erste Oberligasaison 1950/51 ging die SG Eisenhüttenwerk Thale ebenfalls mit Heinz Bernhardt im Tor. Er wurde vom ersten Oberligaspiel an eingesetzt und bestritt 30 der 34 ausgetragenen Punktspiele. Im Laufe der Saison war die Sportgemeinschaft EHW in die Betriebssportgemeinschaft (BSG) Stahl Thale umgewandelt worden. In den beiden folgenden Spielzeiten stand Bernhardt in allen 68 Oberligaspielen im Tor der BSG Stahl. Im Frühjahr 1953 bestritt er mit der B-Nationalmannschaft zwei Länderspiele, darunter deren Premierenpartie gegen Polen in Leipzig.
Zu Beginn der Saison 1953/54 wechselte Bernhardt zusammen mit seinem Mannschaftskameraden Günter Weitkuhn zum Oberligisten BSG Turbine Halle. Er war als zweiter Torwart hinter Wolfgang Meininger vorgesehen, kam aber bis zum Ende der Hinrunde nicht zum Einsatz. Daraufhin nahm Bernhardt erneut einen Wechsel vor und schloss sich dem Ligakonkurrenten Lok Stendal an. Dort konnte er den bisherigen Stammtorwart Günter Reh verdrängen und stand bis zum Saisonende dreizehnmal im Stendaler Tor. Anschließend musste Lok Stendal aus der Oberliga absteigen. Bernhardt kehrte daraufhin wieder nach Thale zurück und bestritt in der Saison 1954/55 noch ein Zweitligaspiel für die BSG Stahl.